# Hannah Markwig
Hannah Markwig (née le 19 novembre 1980 à Riedstadt) est une mathématicienne et universitaire allemande spécialisée en géométrie algébrique. Elle est professeure de mathématiques à l'université Eberhard Karl de Tübingen depuis 2016, titulaire de la chaire de géométrie. 

## Biographie
Hannah Markwig fait ses études secondaires à Mannheim. Elle participe à quatre reprises au concours allemand de Jugend forscht (en) (recherches jeunesse) dans la section mathématiques et informatique, et, en 1997, remporte la deuxième place dans la finale nationale. Elle commence des études de mathématiques à l'université technique de Kaiserslautern, avec un semestre à l'université de Berkeley, en 1999 et obtient son diplôme en 2003. Elle poursuit sa formation par un doctorat summa cum laude sous la direction d'Andreas Gathmann (de) et de Bernd Sturmfels, en 2006. Sa thèse, intitulée The Enumeration of Plane Tropical Curves, est récompensée par le prix du Cercle des amis universitaires. Elle est chercheuse postdoctorale à l'Institut de mathématiques et de ses applications à Minneapolis et professeure adjointe à l'université du Michigan en 2007-2008. En 2008, elle est nommée professeure junior (de) au Centre de recherches Courant de l'université de Göttingen, puis comme professeure à l'université de la Sarre en 2011. Elle occupe la chaire de géométrie à l'université Eberhard Karl de Tübingen depuis mars 2016,.

## Travaux
Hannah Markwig travaille dans le domaine de la géométrie tropicale, une branche de la géométrie algébrique étroitement liée à la combinatoire, dans lequel elle a développé un logiciel. En particulier, elle s'intéresse aux applications de la géométrie tropicale à la géométrie algébrique énumérative et a donné avec Andreas Gathmann une preuve de la formule de Kontsevitch donnant le nombre de courbes rationnelles planes de degré d ayant 3d – 1 points en position générale dans le plan projectif complexe, formule initialement démontrée par Maxime Kontsevitch avec la théorie de Gromov-Witten (en). Elle a également travaillé sur une version tropicale de l'algorithme Caporaso-Harris pour compter les courbes algébriques planes de genre g et degré d par 3d + g – 1 points en position générale dans le niveau projectif complexe, également à l'origine avec la théorie de Gromov-Witten écrite par Joe Harris et Lucia Caporaso. Elle a traité d'autres éléments de la géométrie algébrique classique dans la limite tropicale, tels que la compactification tropicale (en), la symétrie miroir, les singularités de surface, les nombres de Hurwitz, les espaces modulaires de courbes. 
Hannah Markwig est mariée à Thomas Markwig, directeur académique à Tübingen avec qui elle collabore dans ses recherches et publications, et mère de deux enfants.

## Prix et distinctions
- 2010 : 
  - prix Heinz-Maier-Leibnitz[7] décerné par la Fondation allemande pour la recherche (Deutsche Forschungsgemeinschaft DFG)
  - prix Helene Lange[8],[9].

## Publications
- avec Renzo Cavalieri et Dhruv Ranganathan, « Tropical compactification and the Gromov-Witten theory of {\displaystyle \mathbb {P} ^{1}} », Selecta Mathematica, vol. 23,‎ 2017, p. 1027-1060 (Bibcode 2014arXiv1410.2837C, arXiv 1410.2837)
- Avec Andreas Gathmann, Kontsevich’s formula and the WDVV equations in tropical geometry. Dans: Advances in Mathematics. Volume 217, 2008, p. 537-560, Arxiv.
- Avec Andreas Gathmann, The Caporaso-Harris formula and plane relative Gromov-Witten invariants in tropical geometry. Dans: Mathematische Annalen. Volume 338, 2007, p. 845-868, Arxiv.
- Tropische Geometrie. Dans: Avis de DMV. Volume 18, 2010, p. 80–83 (en ligne, PDF; 194 kB).
- Avec Johannes Rau, Tropical Real Hurwitz Numbers. Dans: Mathematische Zeitschrift. Volume 281, 2015, p. 501-522, Arxiv.
- « Tropische Geometrie », dans Katrin Wendland, Annette Werner (éd.), Facettenreiche Mathematik, Wiesbaden, Vieweg+Teubner Verlag, 2011 (ISBN 978-3-8348-1414-2).